# Seizoenarbeider

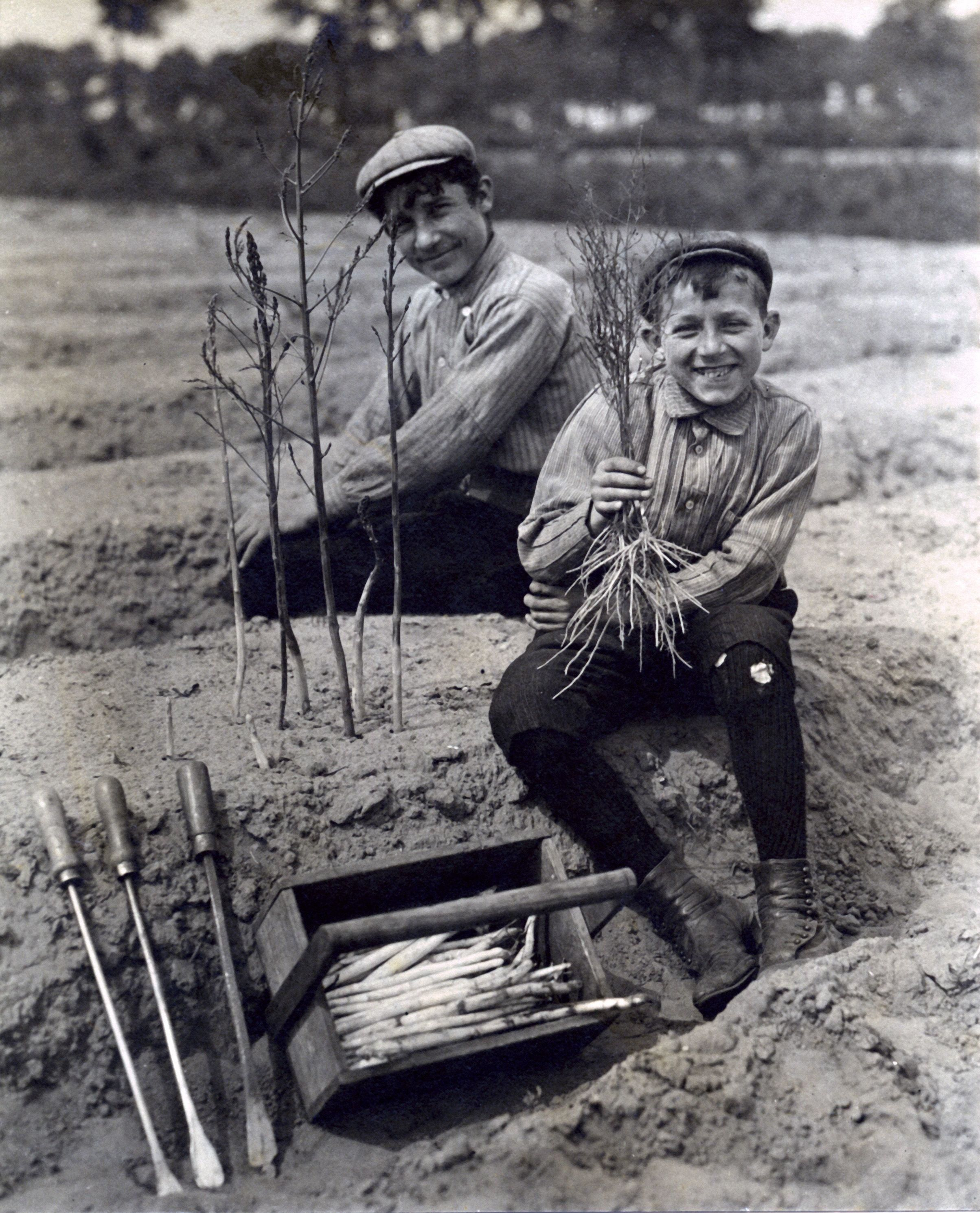
Steken van asperge (1911)

Een seizoenarbeider is iemand die werk doet dat maar in een seizoen voorhanden is. Voorbeelden hiervan zijn sommige werkzaamheden in recreatie en in de landbouw, vuurwerkverkoop en sommige werkzaamheden in de horeca (bijvoorbeeld ijsverkoop of werk in strandtenten in de zomer).
In België worden in de fruitpluk veel seizoenarbeiders tewerkgesteld, waarvan de helft uit Oost-Europa komt. In Nederland is bijvoorbeeld het steken van asperges een beroep dat vaak door seizoenarbeiders wordt uitgeoefend. Daarvoor worden ook mensen ingeschakeld uit het buitenland die dan een korte tijd in Nederland komen werken.
in de zeventiende tot en met de negentiende eeuw kwamen hannekemaaiers, seizoenarbeiders uit Duitsland (voornamelijk uit Westfalen en het Graafschap Lingen, in de zomer te voet naar Nederland om op het land te werken.
Van de tweede helft van de 19e eeuw tot in de tweede helft van de 20e eeuw trokken duizenden mensen van het Vlaamse platteland jaarlijks naar Wallonië en Frankrijk voor seizoenswerk, de zogenaamde Walenmannen en Fransmans.
Aan het einde van de 19de en in het begin van de 20ste eeuw waren er ook de Brikkenbekkers (baksteenbakkers) die vanuit het Maasland (Belgisch- en Nederlands-Limburg) naar het Duitse Rijnland trokken om te werken in de baksteenindustrie.